# Ceraclea brevis
Ceraclea brevis là một loài Trichoptera trong họ Leptoceridae. Chúng phân bố ở miền Tân bắc.